# Leo (futebolista)
Leonardo Lourenço Bastos (Campos dos Goytacazes, 6 de julho de 1975), mais conhecido como Leo, é um ex-futebolista brasileiro que atuava como lateral-esquerdo.
Maior vencedor de títulos no Santos após a "Era-Pelé", é também o 10º jogador que mais atuou com a camisa santista, com 455 jogos. É amplamente idolatrado pela torcida santista por sempre demonstrar um grande amor pelo clube. No dia do aniversário de 98 anos do Santos (14 de abril de 2010), Leo foi escolhido pela torcida e homenageado pela diretoria para vestir a camisa 98, em que o time venceu o Guarani na Vila Belmiro por 8 a 1. O mesmo também foi feito em 2011, e o jogador vestiu a camisa que simbolizava 99 anos do clube.
É sobrinho de Tite, ex-ponta-esquerda do Santos nas décadas de 50 e 60, já falecido.
Além de ídolo no Santos, Leo é recordado com carinho entre os benfiquistas, pelos seus quatro anos em que serviu o Benfica com uma devoção exemplar.

## Carreira

### Início
Começou jogando no juvenil da equipe de sua cidade natal, o Americano Futebol Clube, onde em 1995 foi promovido ao time profissional, ficando no “Glorioso do Parque” por mais dois anos, até ser transferido, com outros dois jogadores, para o União São João de Araras.
No início, Leo não foi titular absoluto na equipe, porém, aos poucos, foi ganhando espaço. Esteve no histórico 6 a 0 para o Vasco da Gama, onde Edmundo marcou todos os gols. Apesar da lanterna e rebaixamento do União São João, Leo acabou se destacando e ficando para a temporada seguinte. Em 1998, Leo virou titular absoluto do time de Araras e na temporada seguinte, iniciou no União São João, atuando no início do Paulistão, mas no final de fevereiro, ele foi emprestado ao Palmeiras.
Em sua rápida passagem pelo Palmeiras, foi dispensado por Felipão e saiu do clube sem fazer sequer uma partida oficial. Ao fim do contrato, ele voltou para Araras e jogou a Série B. Em 2000, Leo iniciou o Paulistão no União São João, onde fez um grande campeonato.
Com passagens discretas por esses clubes, assinou contrato pelo Santos em 2000, contratado por 1,6 milhão de reais. Estreou pela equipe no dia 27 de agosto, na derrota por 3 a 2 para o Palmeiras, pelo Campeonato Brasileiro, na Vila Belmiro.
Já em 2001, foi vencedor da Bola de Prata pelo seu desempenho no Brasileirão.

### O surgimento do Guerreiro da Vila
O lateral tornou-se um grande ídolo santista, onde foi campeão do Campeonato Brasileiro de 2002 ao lado de jogadores como Elano, Diego, Robinho, Renato e Alex, apresentando um futebol alegre que enlouquecia os torcedores alvinegros. Leo marcou vários gols decisivos, como nas quartas-de-final e final, contra São Paulo e Corinthians (dois rivais do Santos), respectivamente.
O jogador fez novamente uma boa temporada em 2003, porém o time da Vila não chegou a ganhar nenhum título, foi vice-campeão do Campeonato Brasileiro e vice-campeão também da Libertadores (onde perdeu na final para o Boca Juniors).
Em 2004, mesmo com a saída de alguns jogadores importantes como Diego e Alex, foi campeão do Campeonato Brasileiro, oitavo título brasileiro do Santos Futebol Clube. Atuando como lateral-esquerdo na equipe do Peixe, chegou a participar de 280 jogos e marcou 20 gols nessas oportunidades. Leo sempre foi um lateral ofensivo, consagrado por seus dribles mas a sua idolatria no time da vila foi concretizada principalmente  pelo seu declarado amor pelo Peixe que o consagrou como ídolo e um dos maiores laterais-esquerdos da história do Santos.
Após essa ótima passagem no time da Vila, que o lançou para as vitrines do futebol internacional, chegou a chamar atenção de clubes europeus, sendo futuramente contratado pelo clube português, Benfica.

### Benfica
Foi contratado pelo Benfica na época (temporada) 2005–06 pela soma de 250 mil euros. Em quatro anos jogando no clube português, conquistou o carinho da torcida benfiquista com sua tradicional raça e agilidade principalmente na boa campanha na Liga dos Campeões da UEFA, onde chegou as quartas de final, tornando-se também em solo europeu ídolo de um grande clube o guerreiro agora de Lisboa conquistou a Copa Dubai e o Torneio de Guadiana em 2007, em 2008 voltou a se consagrar campeão agora no Torneio da Cidade de Guimarães. Foi eleito o melhor lateral-esquerdo da Liga Portuguesa nas temporadas de 2005-06, 2006-07 e 2007-08.
Leo ficará sempre ligado à sua história no clube Português, sendo visto como um dos melhores laterais-esquerdos da história do Benfica, a par de nomes como de Álvaro Magalhães e Stefan Schwartz. A sua entrega em todas as partidas do clube da capital Portuguesa, tornou-o adorado por todos e admirado pelos adeptos dos clubes adversários. É de realçar a campanha na Liga dos Campeões pelo Benfica que só terminou na derrota frente ao Barcelona de Ronaldinho Gaúcho, que viria a sagrar-se campeão europeu nesse ano, numa final frente ao Arsenal.
Em 2020, foi eleito o melhor lateral-esquerdo do século em Portugal, em enquete promovida pelo jornal A Bola, de Lisboa.
No início de 2009 porém, rescindiu seu contrato com o Benfica, devido a problemas familiares em Portugal. No clube português, fez 127 jogos, com 2 gols marcados. Desta forma, optou regressar ao Brasil novamente, escolhendo com o coração com o Santos Futebol Clube mais uma vez. Em sua despedida pronunciou declarações de amor ao clube, antes de assinar com o Peixe.

### Retorno ao Santos
Em 21 de janeiro de 2009, Leo assinou o seu retorno ao Santos Futebol Clube por dois anos. O "Guerreiro Da Vila" (como é chamado pelos torcedores) voltava para o clube onde se consagrou para o delírio dos torcedores santistas. E em sua volta, teve uma passagem digna de ídolo. Conquistou mais dois títulos pelo Santos na virada da década, em 2010, junto de uma equipe que apresentou um futebol jovem, alegre, e muito ofensiva, comandada por Neymar, Paulo Henrique Ganso e Robinho (que jogou com Leo já em sua primeira passagem pelo Santos, e voltou ao clube contratado pelo presidente LAOR). Eles conquistaram o Campeonato Paulista aplicando grandes goleadas, derrotaram o Santo André na final e tornaram-se o time do momento. O mesmo futebol envolvente voltaria a ser repetido repetido na Copa do Brasil, em que os santistas conquistaram o título contra o Vitória.
Em 2011, Leo também teve um papel importante na conquista do Bi-Campeonato Paulista dessa vez contra o rival Corinthians, após uma semifinal contra o São Paulo. Este Paulista também se marcou pela volta de outro antigo ídolo santista que jogou junto de Leo nos campeonatos de 2002 e 2004, Elano, que foi inclusive artilheiro deste campeonato junto de Liedson. E após um início conturbado até a demissão do técnico Adílson Batista, sucedido por Muricy Ramalho conquistou em uma final contra o Peñarol, o tão cobiçado tricampeonato da Libertadores. Com estas novas conquistas em seu retorno ao litoral paulista, o Guerreiro tornou-se o jogador que mais conquistou títulos pelo Santos desde a Era-Pelé, sendo considerado por alguns santista como o maior lateral-esquerdo da história do clube.
No dia 26 de agosto de 2009, contra o Internacional, Leo comemorou a marca de seus 300 jogos com a camisa do Santos. O resultado da partida foi 3 a 3 na Vila Belmiro. Na ocasião, o lateral usou uma camisa comemorativa com o número 300.
Em 29 de novembro de 2012, contrariando a muitos, que acreditavam no encerramento de sua carreira, Leo, aos 37 anos, renovou contrato por mais uma temporada com o Santos. Para que possa atuar mais que em 2012, o jogador abriu mão de suas férias e, durante a pré-temporada, fez tratamento no joelho, onde recentemente havia realizado uma artroscopia.

### Mudança de posição
No dia 15 de agosto de 2013, Leo anunciou, por meio de uma coletiva, que não atuaria mais na sua posição de origem, a lateral-esquerda, e passaria a jogar como um meia.

### Aposentadoria
Em 24 de abril de 2014, após não chegar a um acordo com a diretoria santista para uma renovação do seu vínculo, que encerrar-se-á no próximo dia 30, Leo anunciou, aos 38 anos, sua aposentadoria dos gramados. Em seu comunicado, o ex-lateral reiterou, com as seguintes palavras, seu carinho pelo alvinegro praiano: "Meu agradecimento especial à grande nação santista. Afinal, foi por ela que disputei cada bola, vibrei com cada vitória e cada uma das grandes conquistas." O presidente santista, Odílio Rodrigues, deu, por sua vez, a seguinte declaração: "As portas do clube sempre estarão abertas para ele como acontece com todos os grandes craques que por aqui passaram e marcaram vitoriosamente a história do clube”.
No total pelo Santos, Leo atuou em 455 jogos e marcou 24 gols.
A sua partida de despedida ocorreu no dia 8 de outubro de 2016, na Vila Belmiro, em um amistoso contra o Benfica. A partida, que também marcou o centenário do estádio, terminou empatada em 1 a 1.

## Seleção Brasileira
Apesar do sucesso no Brasil e em território português, Leo atuou apenas em oito ocasiões pela Seleção Brasileira, época em que foi ofuscado em seu auge por Roberto Carlos, que era titular absoluto.
Disputou a Copa das Confederações de 2001, onde foi titular durante basicamente a campanha inteira. Quatro anos depois, foi convocado por Parreira e fez parte do elenco que conquistou o título da Copa das Confederações de 2005. No mesmo ano, em abril, esteve presente na despedida de Romário da Seleção Brasileira, num amistoso diante da Guatemala realizado no Pacaembu.

## Polêmicas
O jogador também é conhecido por declarações polêmicas. Em 2010, com a não ida do rival São Paulo à Libertadores do ano seguinte, Leo disse à imprensa, de maneira provocativa, que os são-paulinos teriam de se contentar a "assistir" à competição.
Já no ano seguinte, quando o Peixe levantaria sua terceira Libertadores, o lateral duvidaria da capacidade do futuro adversário do Santos na final do Copa do Mundo de Clubes da FIFA de 2011, o Barcelona, ao dizer aos jornalistas: "Vamos ver se eles são tudo isso." O Santos, contudo, seria derrotado pelos catalães pelo placar de 4 a 0.
Em 2012, agora com a ida do também rival Corinthians ao Mundial de Clubes da FIFA, Leo, ao falar a respeito dos problemas ocorridos no Aeroporto de Guarulhos pelos torcedores corintianos no embarque da equipe ao Japão, disparou: "Quem está acostumado com rodoviária não pode ir ao aeroporto." Tal declaração geraria provocações por parte de atletas corintianos: o primeiro foi Jorge Henrique, que, ainda da Ásia, logo após o título de campeão do mundo, disse as seguintes palavras: "Falar dos outros é muito fácil. Oportunidade ele teve, mas deixou passar. Andamos de ônibus, de metrô, e voltamos com a taça. A torcida do Corinthians pode andar de metrô, porque é uma torcida grande". O segundo seria Emerson Sheik, que, nas comemorações pela conquista no retorno ao Brasil, dispararia uma ofensa direta a Leo.
Em março de 2013, Leo afirmou ter se arrependido de ter sido franco em boa parte da carreira. "Já custou muito caro, mas vamos aprendendo a lidar." Disse o lateral. "Com 37 anos, aprendi que você não pode falar o que pensa. Vou ficar quieto agora. Não vou mais falar o que penso, não (risos). Não dá para falar, para ser sério. Acabou polêmica.".
Em junho seguinte, no entanto, depois da derrota santista por 3 a 1 para o Criciúma, em jogo válido pela quarta rodada do Brasileirão, Leo dispararia contra o árbitro da partida, Pablo dos Santos Alves. Para o lateral: "Ele (árbitro) não tem condições de apitar, é uma vergonha".

## Recordes
No dia 13 de julho de 2013, na vitória por 4 a 1 contra a Portuguesa, em partida válida pelo Campeonato Brasileiro, Leo completou 445 jogos e igualou o lateral-direito Carlos Alberto Torres como 10º jogador que mais vestiu a camisa do Santos. Leo viria a ultrapassar o tricampeão mundial na partida contra o Coritiba. Tornou-se o segundo jogador com mais partidas na Vila Belmiro (210 jogos), perdendo apenas para Zito. O lateral também é o jogador mais vitorioso após a "Era Pelé", com oito taças conquistadas.

## Títulos
Santos
- Campeonato Brasileiro: 2002 e 2004
- Campeonato Paulista: 2010, 2011 e 2012
- Copa do Brasil: 2010
- Copa Libertadores da América: 2011
- Recopa Sul-Americana: 2012

Benfica
- Copa Dubai: 2007
- Torneio do Guadiana: 2007
- Torneio Cidade de Guimarães: 2008
- Taça da Liga: 2008–09

Seleção Brasileira
- Copa das Confederações FIFA: 2005

### Prêmios individuais
- Bola de Prata: 2001, 2003 e 2004
- Melhor lateral-esquerdo da Primeira Liga: 2005–06, 2006–07 e 2007–08
- Melhor lateral-esquerdo do Campeonato Paulista: 2011[41]